# Staatshoofd

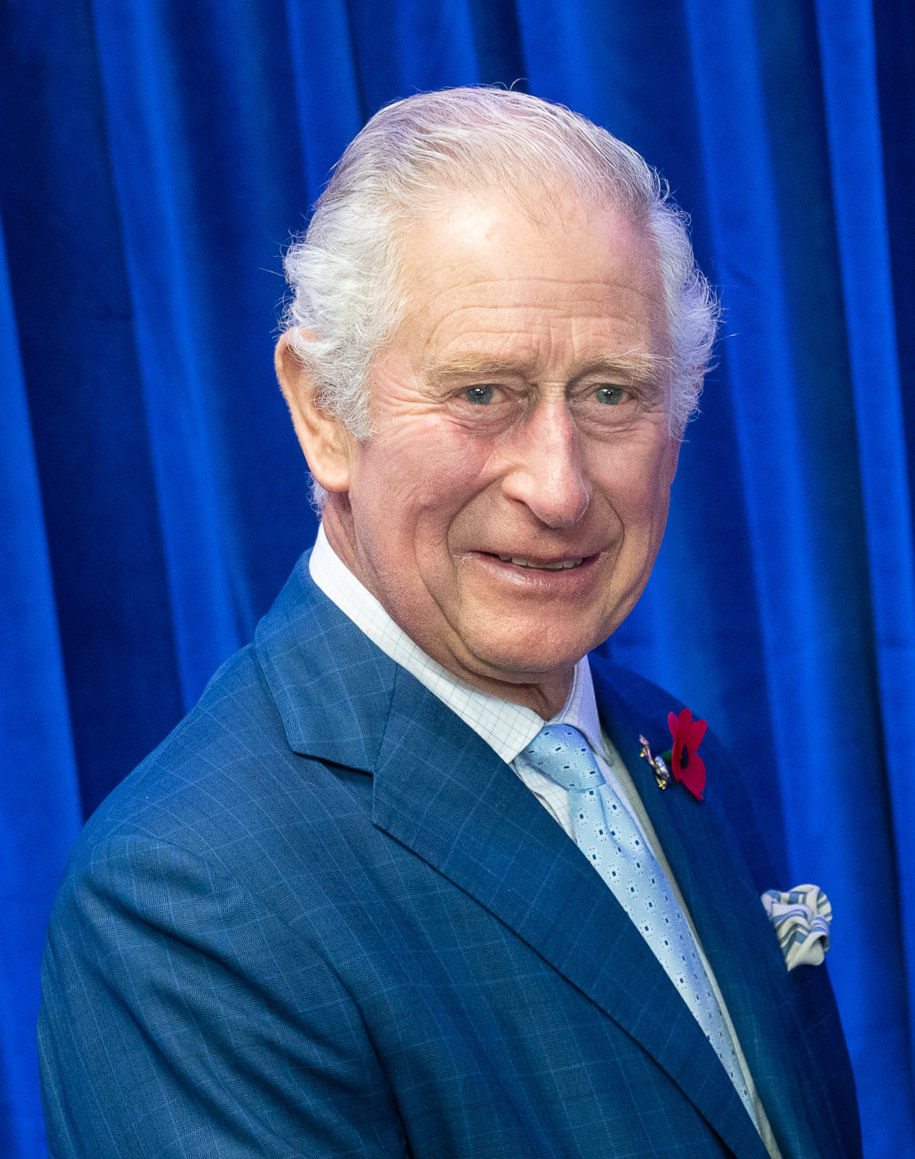
Koning Charles III, staatshoofd van 15 landen

Een staatshoofd is een persoon die het hoogste gezag vertegenwoordigt of belichaamt in een land.
In monarchieën wordt het staatshoofd over het algemeen bepaald door erfelijke troonopvolging. Deze kan verschillende titels dragen, zoals koning, keizer of prins. Sommige monarchieën als Maleisië hebben een verkozen monarch voor de periode van 5 jaar, gekozen uit al de sultans van de deelstaten.
In republieken wordt het staatshoofd over het algemeen verkozen, of direct door de kiezers of door de volksvertegenwoordiging. De titel is meestal president. Naast het Franse en Amerikaanse model met een zeer machtige president, bestaan er lichtere systemen zoals in Duitsland, waar de president slechts een ceremoniële functie heeft, of zoals in Zwitserland, waar elk jaar een ander lid van de regering de functie van staatshoofd waarneemt en de gehele bondsraad gezien kan worden als staatshoofd. In sommige communistische landen, zoals Cuba en de vroegere DDR werd de functie van staatshoofd bekleed door de voorzitter van de Staatsraad. Daarnaast was in sommige communistische landen de hoogste volksvertegenwoordiging formeel het hoogste staatsorgaan, zodat de voorzitter van het parlement als staatshoofd werd beschouwd.
In sommige landen, zoals de Verenigde Staten, is het staatshoofd tevens regeringsleider. Nederland kent een tamelijk aparte positie, omdat de koning volgens de grondwet en het statuut hoofd van de regering is, maar de minister-president de regeringsleider. In België is de koning staatshoofd, maar is de premier regeringsleider van de federale regering. De gemeenschappen en gewesten hebben een minister-president (ministres-présidents of Ministerpräsident) aan het hoofd. 
Vaticaanstad is, naast Saudi Arabië, het enige land ter wereld waar de monarch, in dit geval de paus, als staatshoofd nog absoluut monarch is. De wetgevende macht, echter, ligt bij de Pauselijke Commissie voor de Staat Vaticaanstad. Wetten zijn over het algemeen afkomstig uit Italië, op een paar uitzonderingen na.
De invulling van de rol van staatshoofd in Andorra is uniek in de wereld; het land heeft twee coprinsen als staatshoofd. Deze coprinsen zijn de bisschop van het Bisdom La Seu d'Urgell en de president van Frankrijk.
De Prins Grootmeester van de Soevereine Militaire Hospitaal Orde van Sint-Jan van Jeruzalem, van Rhodos en van Malta (de Maltezer Orde) heeft, hoewel de Orde geen grondgebied meer bezit, de rang en status van staatshoofd. De Orde wordt door veel landen erkend als een soevereine staat.

## Lijst van soorten staatshoofden
- Consul
- Emir
- Farao
- Groothertog
- Hertog
- Kanselier
- Keizer
- Khan
- Koning
- Landvoogd
- Lord Protector
- Paus
- President
- Prins
- Regent
- Secretaris-generaal
- Sjah
- Sultan
- Tsaar
- Voorzitter van de Staatsraad

baljuw · baron · dictator · doge · emir · farao · graaf · groothertog · grootvizier · grootvorst · heer · hertog · jonker · kalief · kan · keizer · koning · landgraaf · landsheer · landvoogd · maharadja · markies · monarch · paltsgraaf · paus · president · prins-bisschop · regent · sjah · sjeik · staatshoofd · sultan · tenno · tsaar · vizier · vorst · vorst-aartsbisschop